# 内外硝子工業
内外硝子工業株式会社（ないがいがらすこうぎょう、英称：NAIGAI GLASS INDUSTRY CO.,LTD.）は、大阪府大東市に本社を置く、日本のガラス製品メーカーである。

## 沿革
- 1946年 - 空アンプル製造業として個人創業
- 1951年 - 内外硝子工業株式会社を設立
- 1973年 - ワンポイントカットアンプル、一点カットアンプルの完成
- 1992年 - 一部外国製生地管の輸入を開始